# Bulbophyllum dasypetalum
Bulbophyllum dasypetalum là một loài phong lan thuộc chi Bulbophyllum.